# Brian Cox
Brian Denis Cox (ur. 1 czerwca 1946 w Dundee) – szkocki aktor filmowy, teatralny i telewizyjny. W Royal Shakespeare Company zdobył uznanie za tytułową rolę w tragedii Williama Shakespeare’a Król Lear. Rozpoznawalność zapewniły mu role w filmach takich jak Braveheart. Waleczne serce (Braveheart, 1995), Rushmore (1998), Straż wiejska (Super Troopers, 2001), Tożsamość Bourne’a (The Bourne Identity, 2002), X-Men 2 (X2, 2003), Krucjata Bourne’a (The Bourne Supremacy, 2004) i Geneza planety małp (Rise of the Planet of the Apes, 2011). W filmie Wolfganga Petersena Troja (2004) zagrał postać Agamemnona. W serialu HBO Sukcesja (Succession) występuje jako magnat medialny Logan Roy. Był pierwszym aktorem, który wcielił się w Hannibala Lectera w filmie Łowca (Manhunter, 1986).
Zdobywca nagrody Emmy i Złotego Globu, był również nominowany do nagrody BAFTA i Nagrody Gildii Aktorów Ekranowych. W 2006 czytelnicy „Empire” wybrali go laureatem Empire Icon Award.

## Filmografia

### Filmy
- 1971: Mikołaj i Aleksandra (Nicholas and Alexandra) – Lew Trocki
- 1986: Łowca (Manhunter) – Hannibal Lecter
- 1991: The Lost Language of Cranes – Owen Benjamin
- 1995: Rob Roy – Killearn
- 1995: Braveheart. Waleczne serce (Braveheart) – Argyle Wallace
- 1996: Reakcja łańcuchowa (Chain Reaction) – Lyman Earl Collier
- 1996: Nieuchwytny (The Glimmer Man) – pan Smith
- 1996: Długi pocałunek na dobranoc (The Long Kiss Goodnight) – dr Nathan Waldman
- 1997: Kolekcjoner (Kiss the Girls) – Chief Hatfield
- 1997: Bokser (The Boxer) – Joe Hamill
- 1998: W akcie desperacji (Desperate Measures) – kapitan Jeremiah Cassidy
- 1998: Rushmore – dr Nelson Guggenheim
- 1999: Koruptor (The Corruptor) – Sean Wallace
- 2000: Zwycięski gol (A Shot at Glory) – Martin Smith
- 2000: Norymberga (Nuremberg) – Hermann Göring
- 2001: L.I.E. – Big John Harrigan
- 2001: Afera naszyjnikowa (The Affair of the Necklace) – minister Breteuil
- 2001: Straż wiejska (Super Troopers)  – Kapitan John O’Hagen
- 2002: Tożsamość Bourne’a (The Bourne Identity) – Ward Abbott
- 2002: The Ring – Richard Morgan
- 2002: Adaptacja (Adaptation) – Robert McKee
- 2002: 25. godzina (25th Hour) – James Brogan
- 2003: X-Men 2 (X2) – generał William Stryker
- 2003: Misterium zbrodni (The Reckoning) – Tobias
- 2004: Troja (Troy) – Agamemnon
- 2004: Krucjata Bourne’a (The Bourne Supremacy) – Ward Abbott
- 2005: Wszystko gra (Match Point) – Alec Hewett
- 2005: Red Eye – Joe Reisert
- 2006: Biegając z nożyczkami (Running with Scissors) – dr Finch
- 2007: Zodiak (Zodiac) – Melvin Belli
- 2007: Terra (Battle for Terra) – generał Mertenez A. Hemmer (głos)
- 2007: Koń wodny: Legenda głębin (The Water Horse: Legend of the Deep) – stary Angus
- 2007: Upiorna noc halloween (Trick 'r Treat) − pan Kreeg
- 2008: The Escapist – Frank Perry
- 2009: Dobre serce (The Good Heart) – Jacques
- 2009: Fantastyczny pan Lis (Fantastic Mr. Fox) – reporter TV (głos)
- 2009: Scooby Doo i miecz samuraja (Scooby-Doo! and the Samurai Sword) – Zielony Smok (głos)
- 2009: Mściwe serce (Tell-Tale) – Phillip Van Doren
- 2010: Red – Ivan Simanov
- 2011: Geneza planety małp (Rise of the Planet of the Apes) – John Landon
- 2011: Koriolan (Coriolanus) – Menenius
- 2015: Piksele (Pixels) - Admirał James Porter
- 2016: Autopsja Jane Doe(inne języki) (The Autopsy of Jane Doe) – Tommy Tilden
- 2016: Wojna i pokój – Michaił Kutuzow
- 2017: Churchill - Winston Churchill

### Seriale TV
- Czerwony karzeł (Red Dwarf) – Król
- Długość geograficzna (Longitude) – Lord Morton
- Deadwood – Jack Langrishe
- Sukcesja – Logan Roy

## Gry komputerowe
- 2003: Manhunt – Reżyser (głos)
- 2004: Killzone – Scolar Visari (głos)
- 2009: Killzone 2 – Scolar Visari (głos)
- 2011: Killzone 3 – Scolar Visari (głos)
- 2012: Syndicate – Jack Denham (głos)

## Nagrody
| Rok  | Nagroda                                             | Kategoria                                                                             | Tytuł                        |
| ---- | --------------------------------------------------- | ------------------------------------------------------------------------------------- | ---------------------------- |
| 1984 | Laurence Olivier Award                              | Aktor roku w nowej sztuce teatralnej                                                  | Rat in the Skull             |
| 1988 | Laurence Olivier Award                              | Aktor roku we wznowionej sztuce teatralnej                                            | Tytus Andronikus             |
| 2000 | Nagroda Emmy                                        | Wybitny aktor drugoplanowy – miniserial lub film telewizyjny                          | Norymberga (Nuremberg, 2000) |
| 2001 | Nagroda Gemini                                      | Najlepszy występ aktora w roli drugoplanowej w programie lub miniserialu dramatycznym | Norymberga (Nuremberg, 2000) |
| 2001 | Nagroda Satelita                                    | Najlepszy aktor w filmie dramatycznym                                                 | L.I.E. (2001)                |
| 2008 | Kataloński Międzynarodowy Festiwal Filmowy w Sitges | Najlepszy aktor                                                                       | Red (2008)                   |
| 2014 | Nagroda na 20. Bradford International Film Festival | Całokształt twórczości                                                                | –                            |
| 2020 | Złoty Glob                                          | Najlepszy aktor w serialu dramatycznym                                                | Sukcesja (Succession)        |